# 요통
요통(腰痛, low back pain, LBP, lower back pain, lumbago) 또는 요통증(腰痛症)은 등의 근골격계 질병이다. 생애의 어느 시점에서 약 40%의 사람들에 영향을 준다. 요통은 기간으로 분류되며 크게 급성(6주 미만으로 통증이 지속됨)과 아만성(6~12주), 만성(12주 이상)으로 나눈다.

## 예방
요통을 예방하는 효과적인 방법은 충분히 개발되어 있지 않은 상태이다. 운동이 6주 이상 통증이 지속된 환자들의 재발을 예방하는 데에 효율적일 수 있다. 중간 정도의 딱딱한 매트리스가 딱딱한 매트리스보다 만성 통증에 도움이 될 수 있다. 등 벨트가 올바른 리프팅 테크닉에 대한 교육보다 더 도움이 될 것이라는 것에 대한 증거는 거의 찾아보기 어렵다. 깔창은 요통 예방에 도움이 되지 않는다.